# Horst Kammrad
Horst Kammrad (* 21. März 1927 in Berlin; † 2005) war ein deutscher Arbeiter und Schriftsteller.

## Leben
Kammrad, der Sohn eines Schmieds und einer Landarbeiterin, wuchs mit seinen vier Geschwistern in einer Laubenkolonie auf. Im Zweiten Weltkrieg wurde er kriegsversehrt. Anschließend arbeitete er als Autoschlosser und wurde Betriebsratsvorsitzender der Berliner Spinnstoffabrik Zehlendorf. Er war Mitglied der Gewerkschaft Chemie, Papier, Keramik. Vor seiner Frühverrentung war er zuletzt als Sozialsekretär für die Evangelische Kirche tätig. Er hatte zwei Kinder.
Im Werkkreis Literatur der Arbeitswelt war Kammrad ab 1970 Sprecher der Werkstatt West-Berlin. Die meisten seiner Prosatexte schildern das Leben in seiner Heimat, dem ehemaligen Berliner Bezirk Zehlendorf und dessen Ortsteil Düppel. Das Heimatmuseum Zehlendorf verwahrt seine heimatkundliche Sammlung.

## Veröffentlichungen
- Spaziergänge in Zehlendorf. Haude und Spener, Berlin 1996.
- Die Brücke nach Teltow. Deutsche Geschichten 1961–1990. Arani, Berlin 1992.
- Düppeler Geschichten. 1945–1960. Arani, Berlin 1990.
- Düppeler Geschichten. Die Jahre von 1938 bis 1945. Fischer Taschenbuch, Frankfurt am Main 1987.
- Düppeler Geschichten. Die Jahre von 1926 bis 1937. Fischer Taschenbuch, Frankfurt am Main 1986.
- Zugluft & Fabriksirenen. Gedichte, Balladen, Songs. Asso, Oberhausen 1977.
- Gast-Arbeiter-Report. Piper, München 1971.
- Als Nacht war. Relief, München 1966.